# José Geraldo de Castro
José Geraldo de Castro, detto Zé Geraldo (San Paolo, 18 settembre 1950), è un ex cestista brasiliano.

## Carriera
Con il Brasile ha disputato due edizioni dei Giochi olimpici (Città del Messico 1968, Monaco 1972) e i Campionati mondiali del 1974.